# Loxandrus piceolus
Loxandrus piceolus är en skalbaggsart som beskrevs av Maximilien de Chaudoir. Loxandrus piceolus ingår i släktet Loxandrus och familjen jordlöpare. Inga underarter finns listade i Catalogue of Life.